# Cupressus arizonica
Il cipresso dell'Arizona (Cupressus arizonica, E.Greene) è una conifera appartenente al genere Cupressus.
È una conifera sempreverde che nei luoghi di origine raggiunge altezze fino a circa 15-20 metri; la chioma è generalmente conica negli esemplari giovani, mentre assume portamento colonnare con la maturità. Le foglie sono delle scaglie di colore verde/grigio, che emettono un odore gradevole se schiacciate. La corteccia è di color bruno-rossastro.
Il suo areale si estende nella parte sudoccidentale degli Stati Uniti e nel Messico settentrionale. La specie nel suo complesso non è in pericolo di estinzione, sebbene alcune delle sue varietà comunemente identificate lo siano.
I botanici individuano tradizionalmente almeno quattro varietà della specie:
- C. arizonica var. glabra, rinvenibile in alcune piccole aree dell'Arizona settentrionale e centrale; la caratteristica peculiare è quella di apparire visivamente di colore argentato se visto da lontano, grazie alla presenza nelle foglie squamiformi della pruina (una sostanza cerosa);
- C. arizonica var. montana, varietà in pericolo di estinzione che vive in alcune ristrette zone montuose del Messico nordoccidentale;[4]
- C. arizonica var. nevadensis, diffuso in alcune aree della California meridionale,
- C. arizonica var. stephensonii, il cui areale si estende tra la California meridionale e il Messico nordoccidentale.

La varietà nevadensis è stata recentemente riconosciuta da alcuni ricercatori come un genere a sé stante (Hesperocyparis) e attribuito alla specie Hesperocyparis nevadensis; tale assegnazione non è però accettata universalmente e non c'è accordo sulla sua adozione definitiva.